# Unigenes humifusa
Unigenes humifusa är en klockväxtart som först beskrevs av A.Dc., och fick sitt nu gällande namn av Franz Elfried Wimmer. Unigenes humifusa ingår i släktet Unigenes och familjen klockväxter. Inga underarter finns listade i Catalogue of Life.